# Onyar

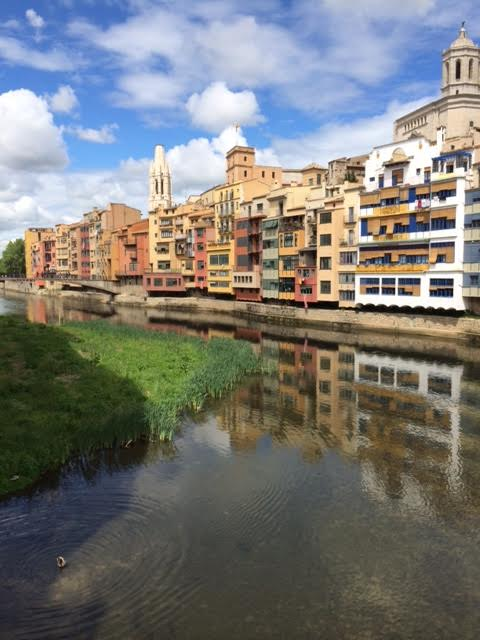
La casa de Rafael Masó (color blanc) al marge dret del riu Onyar.

L'Onyar (del llatí Undarius) és un riu de Catalunya, afluent del riu Ter per la dreta. La seva conca comprèn els municipis de Bescanó, Brunyola i Sant Martí Sapresa, Vilobí d'Onyar, Riudellots de la Selva, Sant Andreu Salou, Campllong, Fornells de la Selva, Quart i Girona. Per tant, abraça la meitat nord del pla de la Selva, a l'extrem nord de la Depressió Prelitoral. Neix als contraforts nord-orientals de les Guilleries (muntanya de Santa Bàrbara, 854 m) al municipi de Brunyola i Sant Martí Sapresa (la Selva).

## Introducció
El riu Onyar neix a una altura de 220 metres al Massís de les Guilleries, al municipi de Brunyola i Sant Martí Sapresa, situat a la serralada prelitoral. L'Onyar és un afluent del riu Ter i travessa Girona de sud a nord fragmentant-la en dues parts. Sovint ha provocat destrosses i ha causat ferits amb les grans riuades patides al llarg dels segles.
Té una longitud de 34 km i un cabal mitjà d'1,82 m³/s i desemboca, a una altitud de 76 metres aproximadament, al riu Ter. Els territoris que travessa la conca de l'Onyar són La Selva i El Gironès. La superfície de la conca és de 340,7 km².
Aquest riu, en època de pluges escasses, s'alimenta d'una séquia provinent del riu Ter, la séquia Monar.

## Inici i final del curs fluvial
L'inici del riu Onyar és al municipi de Brunyola situat a la província de Girona, al nord-est de la comarca de La Selva. Aquest inclou la població de Sant Martí Sapresa i per aquest motiu moltes vegades el naixement del riu es concreta encara més en la part de Brunyola anomenada Sant Martí Sapresa.
El segon poble que travessa el riu Onyar és Vilobí d'Onyar situat al nord-est de la depressió prelitoral. El riu el travessa de nord-oest a sud-est. La població està situada al terreny planer de la part dreta del mateix riu.
Un altre poble que travessa el riu és Riudellots de la Selva a la conca mitjana de l'Onyar, encara a la comarca de La Selva. El poble patia fortes inundacions a conseqüència de les crescudes del riu i va ser traslladat al segle xv per tal d'evitar aquests problemes.
Deixant la comarca de La Selva, l'Onyar entra a la comarca del Gironès i travessa el municipi de Sant Andreu Salou. Aquest és un territori planer però drenat per un seguit de rieres que desemboquen al riu Onyar. Aquest municipi té diferents nuclis a causa del pas del riu Onyar i de les diferents rieres que hi desemboquen.
També a la comarca del Gironès, l'Onyar passa pels municipis de Campllong i de Fornells de la Selva, que ja forma part de l'àrea urbana de Girona.
Quart, és el següent municipi travessat pel riu Onyar. Quart, continua formant part de la comarca del Gironès i, com Fornells de la Selva, també forma part de l'àrea urbana de Girona. És un punt important pel riu, ja que està a pocs quilòmetres del centre ciutat i, per tant, comença alguna de les problemàtiques, ja que normalment baixa amb poca aigua però en època de pluja el creixement és massiu a conseqüència també de les rieres afluents del mateix riu.
Finalment el riu Onyar acaba travessant tota la ciutat de Girona, on finalment es junyeix amb el riu Ter. Per la ciutat de Girona, capital de la comarca del Gironès, hi passen quatre rius: riu Ter, riu Onyar, riu Güell i riu Galligants.

## Inundacions del riu Onyar a Girona

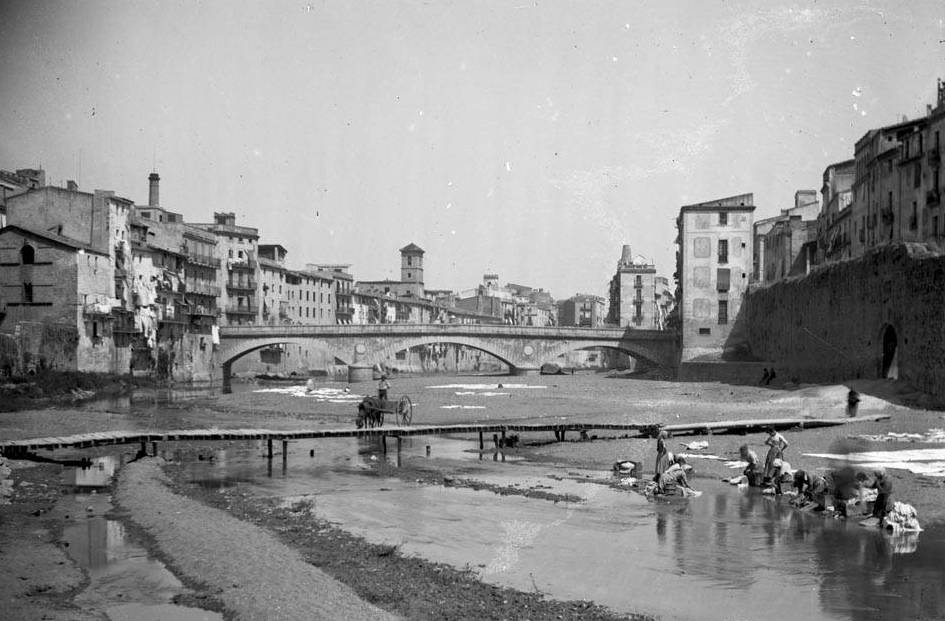
L'Onyar al seu pas per Girona (Entre 1885 i 1911)

Hi ha hagut diferents inundacions històriques al llarg dels últims cinc - sis segles. Quasi totes les grans inundacions han estat a la tardor en els mesos de setembre, octubre i novembre. Des de la primera inundació datada l'any 1193 fins a l'actualitat hi ha hagut 150 episodis.
- Octubre de 1552: inundacions de diferents rius a Girona entre ells l'Onyar provocant una gran inundació a Girona. Amb tot, fins al moment no hi ha notícies de cap víctima, però si ferits lleus.
- Novembre de 1617: és una de les inundacions més catastròfiques patides a la ciutat de Girona. Aquesta, és coneguda com l'Aiguat del Diluvi. No s'ha de deixar de banda que en aquest episodi no només pateix la ciutat de Girona inundacions sinó que també gran part de Catalunya.
- Setembre de 1678: l'Onyar pateix una forta crescuda deixant els carrers dels voltants completament plens d'aigua. En aquesta va haver-hi 3 morts i ferits greus a més de grans pèrdues econòmiques. En aquesta època, Girona tenia molta ramaderia i agricultura i va ser l'afectació més gran econòmicament. A més, de pèrdues arquitectòniques com ponts i els porxos propers al sector.
- Setembre de 1732: en aquesta ocasió va ser el Galligants el que va influir en el fet que l'Onyar es desbordés. L'Onyar, inunda la part més baixa de la ciutat. en aquesta ocasió, només es té constància d'un mort però una gran quantitat d'habitatges malmesos amb ferits lleus.
- Octubre de 1763: aquesta inundació va ser provocada pels quatre rius que travessen la ciutat de Girona. Va generar grans destrosses en rius de nou, embassaments i molins propers a la ciutat de Girona.
- Setembre de 1843: després d'uns dies de pluja moderada, comença a ploure de manera forta provocant que es desbordin els rius i s'acabi inundant la ciutat. En aquest moment, l'aigua arriba fins a fora muralles. Fins entrada la tarda, no comença a moderar però tardanament, comença a pujar el nivell del riu de manera més forta. En aquesta ocasió, es comptabilitzen més d'un centenar de víctimes, cases, via pública i persones ferides. Els sistemes sonors d'evacuació no s'hi posen en funcionament i creen encara més una catàstrofe.
- Octubre de 1861: semblava que hi havia una forta tranquil·litat després d'uns mesos de sequera però és per l'octubre quan Girona torna a patir una forta riuada. En aquesta ocasió són les aigües que cauen de Montjuïc les que inunden la ciutat. Seguidament s'afegeixen els rius Güell i Onyar a la inundació. En aquesta ocasió, hi van haver dos mort i moltes persones ferides. No s'ha de deixar de banda els danys públics entre ells l'Ajuntament de Girona.
- Octubre de 1919: en aquesta ocasió, no hi va haver cap víctima i sí que hi va haver pla d'emergència per tal d'evitar alguna catàstrofe major.
- Octubre de 1940: va ser coneguda com l'Aiguat de Sant Lluc i va ser una de les més importants que mai ha tingut els pobles dels voltants de la riba del Ter. Va haver-hi entre sis i quinze víctimes, a més a més dels ferits.
- Octubre de 1962: va haver-hi un desbordament dels tres rius i la riera la Maçana. L'Onyar és l'últim a patir la crescuda, però va acabar inundant gran part de la ciutat baixa. Els principals problemes, però, comencen ja des del carrer del Carme. En aquesta inundació, no va haver-hi cap mort, però si un gran nombre de ferits i unes grans pèrdues econòmiques (serveis públics, habitatges, indústries, comerços i vies de comunicació). És arran d'aquesta inundació que l'ajuntament opta per demanar ajuts per tal d'evitar les inundacions de la ciutat de Girona. Al 1965 s'aproven en Consell de ministres les obres de canalització del riu, al seu pas per Girona.[5]
- Octubre de 1970: en aquest episodi, tornem a incloure els tres rius i la riera de la maçana. Aquesta va ser la inundació més intensa i forta que s'ha patit en el segle xx. En poques hores, es produeixen tres tipus d'inundacions diferents. És en la tercera inundació on l'Onyar es desborda des del carrer del Carme i sobrepassant la plataforma de Plaça Catalunya. No va haver-hi cap víctima però si a prop de 2000 damnificats i unes pèrdues econòmiques que sobrepassaren els 500 milions de les antigues pessetes. És en aquest mateix any que es dissenya un pla especial hidràulic per Josep Maria Llansó de Vinyals.
- Agost del 2005: aquesta no va ocasionar grans destrosses sinó per la peculiaritat d'aquesta tempesta de pedra i neu que va deixar col·lapsada la ciutat. Els punts més afectats varen ser la part baixa de la ciutat i les entrades als diferents barris dels voltants de Girona.

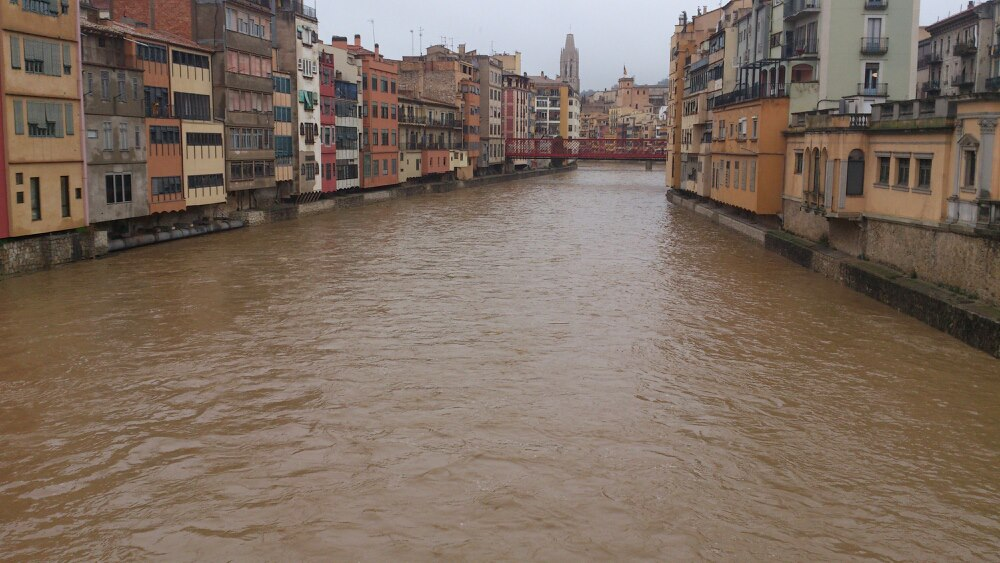
El riu Onyar i la séquia Monar en època de pluges.

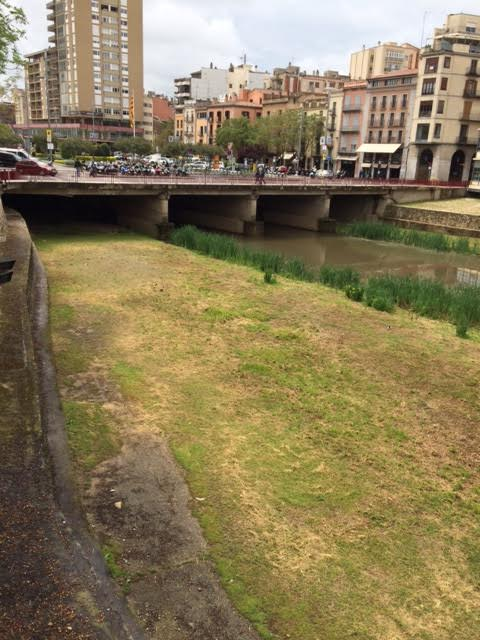
L'Onyar passant per Plaça Catalunya.

## Víctimes i afectats per les inundacions
Pel que fa a les víctimes, en poques ocasions n'hi va haver, però no s'ha de deixar de banda la gran quantitat de damnificats i ferits a conseqüència de les inundacions. La majoria de les vegades, els morts han estat a conseqüència de no poder aconseguir un bon pla d'emergència o no arribar a temps a avisar la ciutadania.

## Sectors afectats per les inundacions del riu Onyar
Els sectors més afectats van ser la indústria, el comerç (rambla de Girona, per exemple) i els serveis públics (parcs i jardins de la ciutat, per exemple). A més, no s'han de deixar de banda les cases més properes als carrers citats anteriorment i també les vies de comunicació d'entrada i sortida de la ciutat de Girona.
Pel que fa a la indústria va haver-hi una pèrdua econòmica de 132.000 € aproximadament en aquella època. En el comerç, una pèrdua de 480.000 € aproximadament i pel que fa als serveis públics, una quantia de 15.000 € aproximadament. Per acabar, cal afegir-hi els habitatges amb un total aproximat de 9.500 € a mitjans del segle xx. Aquestes dades són aproximades i cal tenir en compte que encara hi havia l'antiga moneda; per tant, els valors no són exactes.

## Ajuts i mesures previstes pel riu Onyar
Tots aquests damnificats van rebre uns ajuts institucionals. Amb el pas dels dies, s'hi va crear un pla especial hidràulic de protecció de la ciutat de Girona. Aquest projecte ve derivat per Josep Maria Llansó de Vinyals. Les principals actuacions són: la neteja del llit del riu Onyar, la millora de la canalització i la substitució de murs laterals i reconstrucció de dos ponts.

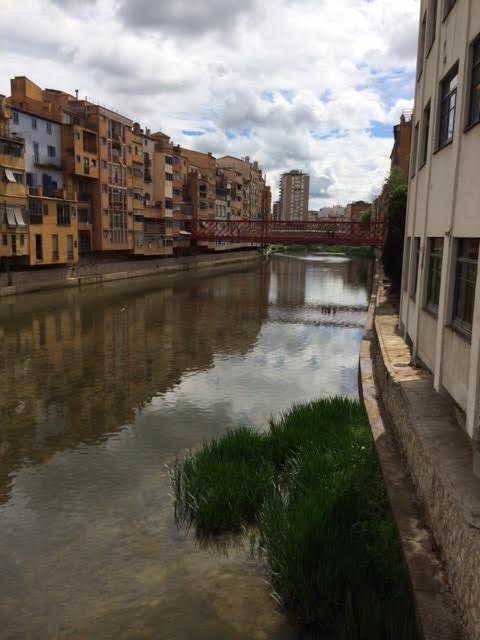
Les cases de l'Onyar i el pont de l'Eiffel.

## La séquia Monar i el riu Onyar
La séquia Monar actualment continua essent important pel riu Onyar. Aquesta séquia té més de 400 anys d'història i actualment era utilitzada per les grans indústries dels voltants de la Ciutat de Girona. L'utilitzaven indústries com "la Gassol (Salt)", "la Coma Cros" (Salt), entre d'altres. A més, des de fa quatre segles, l'utilitzaven aquestes indústries per generar energia elèctrica. Aquestes últimes dècades però, ha servit per abastir aigua a les hortes properes del terme municipal de Girona i Salt. Aquestes hortes, la majoria estaven situades al costat del riu Güell entre d'altres però malauradament la majoria, han desaparegut a conseqüència de l'antropització. Actualment, fa una funció diferent, ja que porta aigua del riu Ter fins a l'Onyar en èpoques en què el cabal del riu Onyar està baix a causa de les poques pluges a la ciutat. Això, provoca que aquesta imatge de les cases amb aigua típiques i maques de Girona sempre siguin i formin part de la foto, ja que moltes vegades, gràcies a aquesta séquia, el riu porta un cabal mitjà i no genera sequedat.

## Afluents
- Riera Gotarra
- Riu Bogantó
- Galligants
  - Riera de Sant Miquel
- L'Agulla
- riera de Riudevila
- Celrè

## Municipis que travessa
- Bescanó
- Vilobí d'Onyar
- Caldes de Malavella
- Brunyola i Sant Martí Sapresa
- Riudellots de la Selva
- Campllong
- Fornells de la Selva
- Quart
- Girona. L'Onyar travessa el centre de la ciutat, just abans de confluir amb el Ter. Antigament, el creixement de l'Onyar sovint provocava riuades i inundacions a la ciutat. La més important en temps recents és la riuada de la tardor de 1962, quan el nivell del riu va pujar uns quants metres, inundant molts soterranis i plantes baixes. En l'actualitat, el llit del riu s'ha canalitzat i ja no s'hi produeixen més inundacions.

## Bibliògrafa
- Les inundacions a Girona - Anna Ribas Palom, ISBN 84-86953-27-8
- Natura, societat i calamitat. Una aproximació a les inundacions històriques de la ciutat de Girona - Anna Ribas Palom, ISBN 9788469203279 (Universitat Autònoma de Barcelona)